# Festiwal w Bayreuth
Festiwal w Bayreuth (niem. Bayreuther Festspiele) – odbywający się od 1876 roku festiwal muzyczny w bawarskim mieście Bayreuth, poświęcony wyłącznie dziełom Richarda Wagnera. Miejscem festiwalu jest specjalny teatr, w dużej mierze zaprojektowany przez samego kompozytora, zwany Festspielhaus.

## Wystawiane dzieła
Na festiwalu odtwarza się tak zwany kanon z Bayreuth, czyli wszystkie dzieła Wagnera obecne w standardowym repertuarze.
- (1843) Der fliegende Holländer (Latający Holender)
- (1845) Tannhäuser
- (1848) Lohengrin
- (1859) Tristan und Isolde (Tristan i Izolda)
- (1867) Die Meistersinger von Nürnberg (Śpiewacy norymberscy)
- tetralogia Der Ring des Nibelungen (Pierścień Nibelunga)
  - (1845) Das Rheingold (Złoto Renu)
  - (1856) Die Walküre (Walkiria)
  - (1871) Siegfried (Zygfryd)
  - (1874) Götterdämmerung (Zmierzch bogów)
- (1882) Parsifal

## Kierowanie festiwalem
Festiwalem od początku jego istnienia kieruje rodzina kompozytora. Najbardziej zasłużony był Wieland Wagner, odnowiciel festiwalu po wojnie (od 1951), znany z nowatorskich, minimalistycznych inscenizacji nie tylko dzieł Wagnera, który przyciągnął do Bayreuth najlepszych artystów z całej Europy (Birgit Nilsson, Wolfganga Windgassena, Hansa Hottera i innych). Współdyrektorem, a po śmierci Wielanda jedynym dyrektorem festiwalu był Wolfgang Wagner.
Po zakończeniu edycji w 2008 roku Wolfgang Wagner zrezygnował, po 57 latach, z prowadzenia festiwalu, przekazując kierowanie nim swoim córkom, Evie Wagner-Pasquier i Katharinie Wagner; córki Wolfganga oficjalnie mianował kierowniczkami festiwalu Thomas Goppel, bawarski minister kultury.

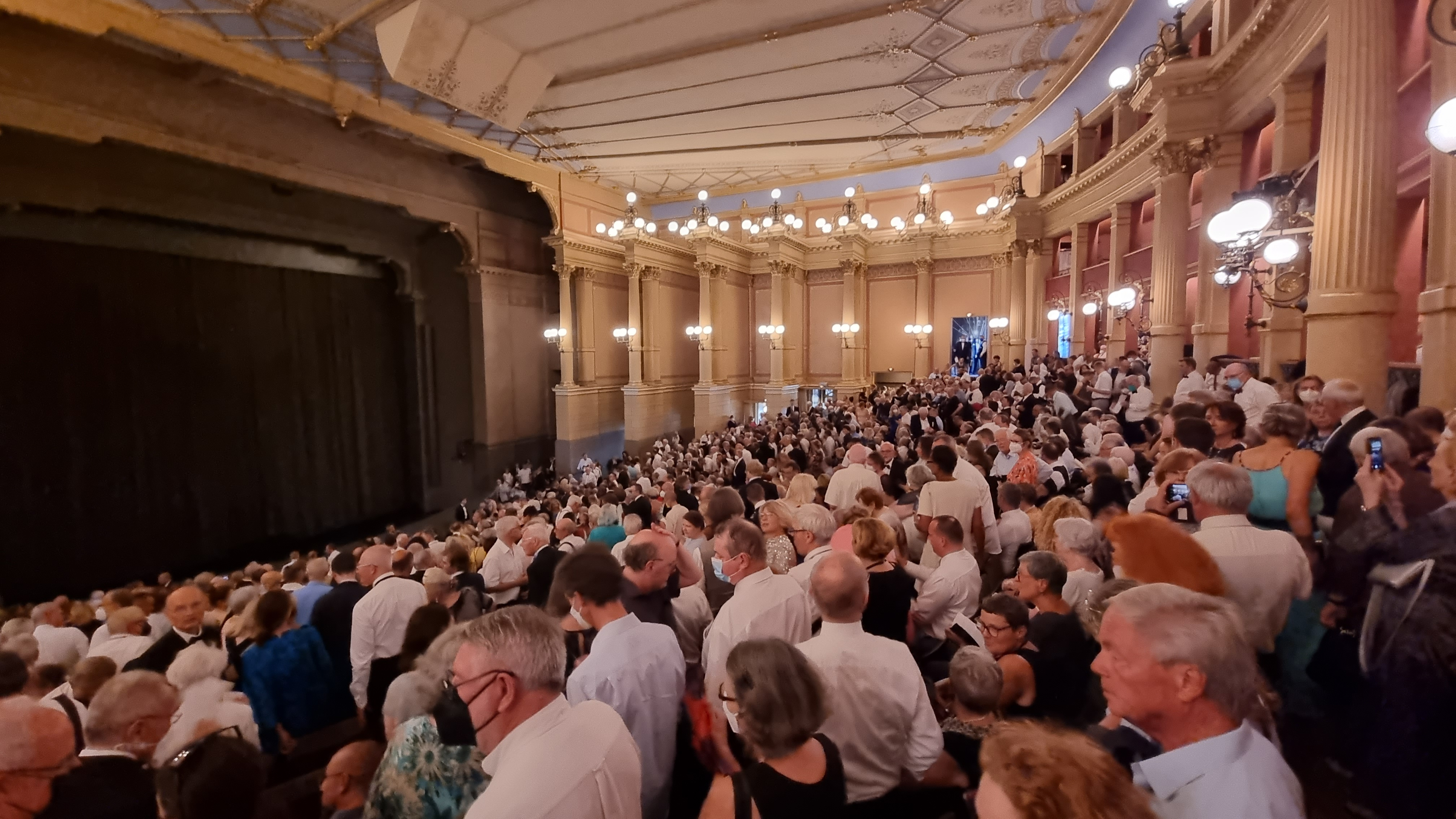
Wnętrze teatru festiwalowego w Bayreuth przed spektaklem Lohengrin'a w sierpniu 2022 r.